# 金斗满
金斗满（1933年—），化学家，河南化学研究所研究员、学术委员会主任及研究室主任，中国化学会理事，河南省科学技术协会常务理事。:809-810
金斗满的研究领域涵括无机化学、配位化学和金属有机化学。1960年代初，他开展了过渡金属配合物极谱电极过程方面的研究，曾提出受扩散、化学反应及电极反应控制的极谱电流理论和两电子传递过程的波形分析方法。1970年后半期，他在过渡金属分子配合物方面的研究过程中首次实现了配位氮分子与硅的成键，合成了新的钼分子氮配合物。此后，他又开展了光化学催化反应方面的研究，合成了一些新结构的配合物。:809-810

## 生平
1933年，金斗满出生于今吉林省延边朝鲜族自治州延吉市的一个朝鲜族家庭。1954年，金斗满河南大学化学系毕业，后进入四川医学院学习生物化学，1956年研究生毕业。1980-1983年期间，他在日本东京大学工学部任客座研究员，1983年获东京大学工学博士学位。此后，他先后担任河南化学研究所副研究员、副所长、研究员、学术委员会主任及研究室主任，中国化学会理事，河南省科学技术协会常务理事等职。:809-810

## 奖项与荣誉
- 1978年，全国科学大会奖[1]:809-810
- 1986年，河南省优秀学术论文一等奖[1]:809-810
- 1988年，国家级有突出贡献专家[1]:809-810